# Era
Êra, dôba ali vék je pododdelek eona, po navadi dolgo, časovno obdobje s skupnimi lastnostmi. Na primer biblijska doba, rimska doba, elizabetinsko obdobje, Viktorijansko obdobje. Velikokrat era označuje tudi trajanje krajšega časovnega obdobja kot je doba prapoka, doba disca. 
Izraz se uporablja tudi v zvezi z naslednjim primerom smrti Franka Sinatre - konec (neke) dobe/ere. 
Perioda je, na primer, načeloma poljubno časovno obdobje.
- V geologiji se doba nanaša na štiri dobro določena časovna obdobja - veke, geološke dobe, ki pokrivajo zgodovino nastanka planeta Zemlja. Od najmlajše do najstarejše so te predkambrij ((zemeljski) pravek, proterozoik), paleozoik (stari zemeljski vek), mezozoik (srednji zemeljski vek) in kenozoik (novi zemeljski vek). Za malce različno tolmačenje in podrobnosti glej geološka zgodovina.

- Koledarska doba (tudi časovna era) je datum, od katerega so v koledarjih šteta leta.